# アレッシア・オッロ
アレッシア・オッロ（Alessia Orro、1998年7月18日 - ）は、イタリアの女子バレーボール選手。イタリア代表。

## 来歴
2013年にセリエAのClub Italiaに加入した。2015年にペルーで開催されたU18世界選手権にて初優勝に貢献し、自身も大会ベストセッター賞に輝いた。同年からシニア代表にも選出されると、ワールドグランプリに出場した。2016年から代表チームの正セッターに抜擢されると、同年5月のリオ五輪世界最終予選でリオ五輪出場権獲得に貢献した。同年8月のリオ五輪に出場した。2017年のワールドグランプリでは銀メダルを獲得した。また、2017/18シーズンからセリエAのFVブスト・アルシーツィオに移籍した。2020/21シーズンより強豪クラブのモンツァへ移籍。2021年、東京2020オリンピックに出場した。同年9月のヨーロッパ選手権で金メダルを獲得、自身もベストセッター賞を受賞した。

## 球歴
- オリンピック - 2016年、2021年、2024年
- ワールドグランプリ - 2015年、2016年、2017年
- ヨーロッパ選手権 - 2017年、2021年

## 受賞歴
- 2015年 ユース欧州選手権　ベストセッター賞
- 2015年 U18世界選手権 ベストセッター賞
- 2021年 ヨーロッパ選手権 ベストセッター賞

## 所属クラブ
- Club Italia（2013-2017年）
- FVブスト・アルシーツィオ（2017-2020年）
- パッラヴォーロ・モンツァ（2020年-）